# Liselott Linsenhoff
Liselotte Cornelia Wilhelmine Antonie „Liselott“ Linsenhoff, geborene Schindling, verheiratete Schindling-Rheinberger, (* 25. August 1927 in Frankfurt am Main; † 4. August 1999 in Antibes, Frankreich) war (unter dem Namen Liselott Linsenhoff) eine deutsche Dressurreiterin und Olympiasiegerin. Sie war zudem Inhaberin, Aufsichtsratsvorsitzende sowie ab 1984 Ehrenaufsichtsratsvorsitzende der Tachowerke VDO Adolf Schindling AG.

## Leben
Liselott Schindling, verheiratete Linsenhoff, studierte fünf Semester Betriebswirtschaft. Neben Josef Neckermann war Liselott Linsenhoff, Tochter und Alleinerbin des Industrieunternehmers und Gestütsbesitzers Adolf Schindling, über Jahrzehnte die bestimmende Dressurreiterin in Deutschland. Bei den Olympischen Reiterspielen 1956 in Stockholm (die Olympischen Spiele fanden in Melbourne statt, doch aufgrund der Einreisebestimmungen für Pferde in Australien mussten die Reiterwettbewerbe in Europa stattfinden) gewann sie die Silbermedaille mit der Dressurmannschaft und die Bronzemedaille im Einzel.
Sie hatte zahlreiche Erfolge im Dressurreiten, unter anderem mit ihrem Pferde Adular (bei den Olympischen Reiterspielen 1956). Bei den Olympischen Sommerspielen 1968 in Mexiko-Stadt gewann sie dann mit der Mannschaft die Goldmedaille mit ihrem Hengst Piaff, der sie 1972 in München als erste Frau zur Einzelgoldmedaille tragen sollte. Abgerundet wurde der Erfolg in München durch die Silbermedaille mit der Mannschaft. Somit gewann sie in München als erste Frau die olympische Einzelgoldmedaille im Dressurreiten. Zugleich war sie bei einem Alter von 45 Jahren und 13 Tagen die bis dahin älteste olympische Goldmedaillengewinnerin. 1975 beendete sie ihre Karriere im Dressurreiten.
Liselott Linsenhoff war katholisch, von 1950 bis 1975 mit Fritz Linsenhoff verheiratet und hieß nach ihrer Scheidung wieder Liselott Schindling. 1981 heiratete sie den Unternehmer und ehemaligen Dressurreiter Klaus Rheinberger (1928–2011) und hieß dann Schindling-Rheinberger.
Am 12. September 1990 wurde sie mit dem Hessischen Verdienstorden ausgezeichnet. Schon 1956 hatte sie für ihre sportlichen Leistungen das Silberne Lorbeerblatt des Bundespräsidenten und 1957 die Goldene Ehrennadel des Landessportbundes erhalten. Zudem erhielt sie das Goldene Reiterabzeichen sowie die Silberne Ehrennadel und zwei Goldene Ehrennadeln der Olympiasieger vom NOK. 1972 erhielt sie das Goldene Band vom Verein Deutsche Sportpresse. Außerdem die Goldene Ente des Vereins Frankfurter Sportpresse, die Goldene Ehrennadel der DOG und die Goldene Ehrennadel der FEI.
Sie hatte zwei Kinder, Stefan und Ann-Kathrin. Ihre Tochter Ann Kathrin Linsenhoff war bis zu ihrem gesundheitlich bedingten Rücktritt vom Leistungssport im Jahr 2007 (Borreliose) eine der erfolgreichsten deutschen Dressurreiterinnen.
Das Vermächtnis für den Dressursport ist die Liselott-Schindling-Stiftung zur Förderung des deutschen Dressurreitsports. Jedes Jahr wird u. a. das Nachwuchschampionat der Pony-Dressurreiter (max. 16-Jährige) ausgetragen. Ferner wird der nach ihrem schwedischen Warmblüter benannte Piaff-Förderpreis ausgeritten. Auf hochkarätigen Reitturnieren in Deutschland und dem Finale in Stuttgart reiten bis 25-Jährige in dieser Serie.

## Erfolge
Einzel
- Deutsche Meisterschaften:
  - 1. Platz: 1971
  - 2. Platz: 1966
  - 3. Platz: 1959, 1961, 1965
- Bronze Olympische Spiele 1956
- Vizeweltmeister 1970 und 1974
- Europameister 1969 und 1971
- Gold Olympische Spiele 1972

Mannschaft
- Silber Olympische Spiele 1956 und 1972
- Gold Olympische Spiele 1968
- Europameister 1969, 1971 und 1973
- Vizeweltmeister 1970
- Weltmeister 1974

## Tätigkeit bei VDO
Die Tochter von Adolf Schindling, dem 1963 gestorbenen VDO-Gründer und Besitzer des Gestüts Asta in Tanneck (Elsdorf), dessen Alleinerbin sie war, war alleinige Firmeninhaberin, langjährige Aufsichtsratsvorsitzende sowie ab 1984 Ehrenaufsichtsratsvorsitzende der Tachowerke VDO Adolf Schindling AG.

## Mensch und Tier
Für Aufsehen sorgte ein Zeitungsartikel, der im Zuge einer 1962 gestarteten und rund fünf Jahre andauernden IG-Metall-Kampagne zur Steigerung des Organisationsgrades bei den überwiegend weiblichen Beschäftigten von VDO entstand. In diesem Artikel, den der damalige IG Metall-Bildungsfachmann Hans Matthöfer, später Bundesminister unter Helmut Schmidt, für die gewerkschaftliche Betriebszeitung redigierte, wurde ein Vergleich angestellt zwischen den „vorbildlichen und außerordentlich fürsorglichen Bedingungen“, unter denen Liselott Linsenhoff ihre Pferde im Kronberger Gestüt Schafhof hielt, und den „schockierenden Einzelheiten der alles in allem miserablen Zustände“, unter denen die Frauen am Fließband im Frankfurt-Bockenheimer VDO-Werk zu arbeiten hatten.

## Lex Linsenhoff
Ende 1972 zog die Unternehmerin aus Steuergründen nach Rüthi im Schweizer Kanton St. Gallen um. Laut § 6 des Außensteuergesetzes (der später sogenannten „Lex Linsenhoff“) musste sie 26 Prozent ihrer Vermögenswerte ans deutsche Finanzamt abführen. Das Gesetz bezweckte, angewachsene stille Reserven anlässlich einer Auswanderung abzuschöpfen, die bei einem Wohnsitz im Inland erst fällig geworden wären, wenn das Unternehmen veräußert würde. Nachdem Liselott Linsenhoff ein gutes Jahr später „aus persönlichen Gründen“ zurückgekehrt war, stellte sich die Frage einer Rückerstattung bereits bezahlter Millionen und eines Erlasses der Restschuld, was nach § 6 aber nur möglich war, wenn „die Beendigung der unbeschränkten Steuerpflicht auf vorübergehender Abwesenheit beruhte“ und die Steuerpflichtige weniger als fünf Jahre im Ausland zugebracht hat. Das erste Kriterium schien im Fall Linsenhoff zweifelhaft, weshalb es zum Streit kam. Der Bundesfinanzhof erklärte in einem Urteil vom 17. Juli 2008 das Gesetz für unanwendbar, da das deutsche Steuerrecht auf keinem allgemeinen „Entstrickungsgrundsatz“ aufbaue. Auch würde die spätere Veräußerung der Beteiligung im Ausland eine Veräußerungsgewinnbesteuerung auslösen, bei der der Unterschiedsbetrag zwischen ursprünglichen Anschaffungskosten und Veräußerungspreis angesetzt wird, sodass in diesen Fällen teilweise eine Doppelbesteuerung des Veräußerungsgewinns erfolgen könne, was den Doppelbesteuerungsabkommen widerspreche.